# 内閣官房

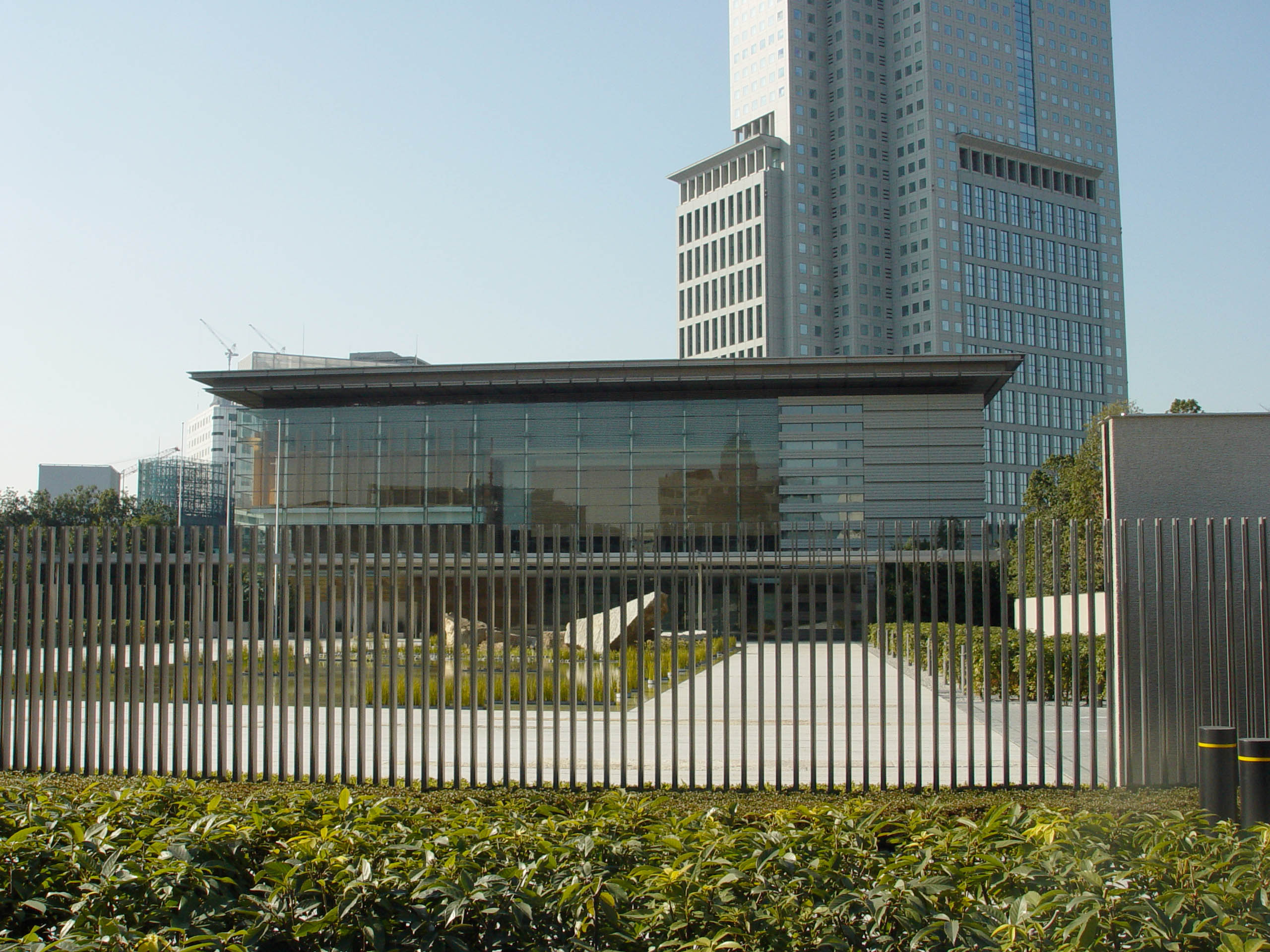
内閣官房長官が執務する総理大臣官邸

内閣官房（ないかくかんぼう、英: Cabinet Secretariat、略称: CS）は、日本の行政機関のひとつ。内閣の庶務、重要政策の企画立案・総合調整、情報の収集調査などを所管する。
内閣法に基づき、内閣に置かれる。内閣総理大臣を主任の大臣とし、国務大臣たる内閣官房長官が事務を統括する。

## 概要
内閣官房の入る内閣府庁舎の所在地は、東京都千代田区永田町一丁目6番1号（通称「本府ビル」）。幹部の執務室や内閣広報室など、内閣官房の内部組織の一部は、この庁舎から道を隔てて隣にある総理大臣官邸に置かれる。
内閣官房は、内閣の補助機関であり、内閣総理大臣を直接補佐および支援する機関として、閣議事項の整理、内閣の庶務、行政各部の施策の総合調整、内閣の重要政策に関する情報の収集分析などを行っている。内閣総理大臣を主任の大臣とし、国務大臣たる内閣官房長官が事務を統括する。内閣官房長官は、「総理の右腕」と呼ばれることもあり、組閣の際には真っ先に任命されて、首相の右腕として働く。
官僚組織としては、すべての府省よりも上位に位置する組織とされ、官僚のトップである事務担当の内閣官房副長官は副大臣級の認証官であり、総務省、警察庁、厚生労働省、国土交通省の旧内務省系官庁の事務次官経験者が任命されることが多い。

## 沿革

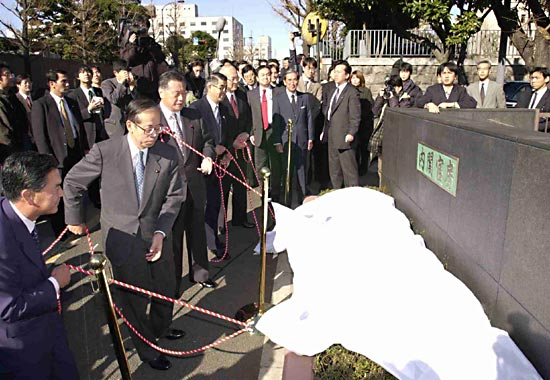
2001年1月6日、中央省庁再編による内閣官房の除幕式

- 1924年（大正13年）12月20日：内閣所属部局及職員官制（大正13年勅令第307号）を制定して、内閣官房を設置する。
- 1947年（昭和22年）5月3日：内閣法（昭和22年法律第5号）を根拠とする内閣官房を設置する。
- 1957年（昭和32年）8月1日：内閣参事官室、内閣審議室、内閣調査室を設置する。
- 1973年（昭和48年）5月1日：内閣広報室を設置する。
- 1986年（昭和61年）7月1日：内閣審議室、内閣調査室、内閣広報室を廃止して、内閣内政審議室、内閣外政審議室、内閣安全保障室、内閣広報官室、内閣情報調査室を設置する。
- 1998年（平成10年）4月9日：内閣安全保障室を改組し内閣安全保障・危機管理室を設置する。
- 2000年（平成12年）2月29日：情報セキュリティ対策推進室を設置する。
- 2001年（平成13年）1月6日：中央省庁再編により、内閣参事官室、内閣内政審議室、内閣外政審議室、内閣広報官室、内閣安全保障・危機管理室を廃止して、内閣総務官室、内閣官房副長官補室[注釈 2]、内閣情報調査室、内閣広報室を設置する[11]。
- 2005年（平成17年）4月25日：情報セキュリティ対策推進室を改組し、情報セキュリティセンターを設置する。
- 2014年（平成26年）

1月7日：国家安全保障局を設置する。
5月30日：内閣人事局を設置する。
- 2015年（平成27年）1月9日：情報セキュリティセンターを改組し、内閣サイバーセキュリティセンターを設置する。
- 2021年（令和3年）8月31日：デジタル庁設置に伴い、この日限りで内閣情報通信政策監、 内閣官房情報通信技術総合戦略室を廃止する。
- 2023年（令和5年）9月1日：内閣感染症危機管理統括庁を設置する。
- 2025年（令和7年）7月1日：内閣サイバーセキュリティセンターを改組し、国家サイバー統括室を設置する。

## 現任
- この節は、内閣官房ホームページの幹部紹介[12]を参照。

### 幹部
- 内閣総理大臣
  - 石破茂（いしば しげる）
- 内閣官房長官
  - 林芳正（はやし よしまさ）
- 内閣官房副長官（政務）
  - 橘慶一郎（たちばな けいいちろう）
  - 青木一彦（あおき かずひこ）
- 内閣官房副長官（事務）兼 内閣人事局長 兼 内閣感染症危機管理監
  - 佐藤文俊（さとう ふみとし）
- 内閣官房副長官補
  - 阪田渉（さかた わたる）（兼 内閣感染症危機管理監捕）
  - 河邉賢裕（こうべ やすひろ）（兼 国家安全保障局次長）
  - 田中利則（たなか としのり）（兼 国家安全保障局次長）
- 国家安全保障局長 兼 内閣特別顧問
  - 秋葉剛男（あきば たけお）
- 内閣危機管理監
  - 小島裕史（こじま ひろし）
- 内閣広報官
  - 小林麻紀（こばやし まき）
- 内閣情報官
  - 原和也（はら かずや）
- 内閣サイバー官
  - 飯田陽一（いいだ よういち）
- 内閣総務官
  - 須藤明夫（すどう あきお）

### 内閣総理大臣補佐官
- 内閣総理大臣補佐官
  - 長島昭久（ながしま あきひさ）
  - 森昌文（もり まさふみ）

## 組織
- 内閣総理大臣（1人）
- 内閣官房長官（1人）
  - 内閣官房副長官（3人　政務担当2、事務担当1）- 内閣人事局
  - 国家安全保障局長（1人）- 国家安全保障局
  - 内閣危機管理監（1人）
  - 内閣官房副長官補（3人）
    - 危機管理審議官（1人）

  - 内閣広報官（1人） - 内閣広報室
    - 内閣広報室内閣副広報官（1人）
    - 内閣広報室企画官（1人）
    - 内閣広報室調査官（1人）

  - 内閣情報官（1人） - 内閣情報調査室
    - 内閣情報調査室次長（1人）
    - 内閣情報調査室調査官（8人）
    - 内閣情報調査室内閣衛星情報センター所長
    - カウンターインテリジェンス・センター[13]

  - 内閣総務官室
    - 内閣総務官（1人）
      - 内閣総務官室公文書監理官（1人） - 公文書監理官室
      - 内閣総務官室総理大臣官邸事務所長 - 総理大臣官邸事務所
      - 内閣総務官室企画官（1人）
      - 内閣総務官室内閣副参事官（1人以上3人以内）

  - 国家サイバー統括室[14]
    - （サイバーセキュリティ戦略本部の事務局を所掌。別途サイバーセキュリティ戦略本部に関する事務を担当する国務大臣が充てられる）
    - 内閣サイバー官
      - 統括官（内閣審議官から任命）[15]
      - 審議官（内閣審議官から任命）[15]
      - 企画官（併任者を除き3人）[16]
      - サイバーセキュリティ監査官（6人）[16]
      - 上席サイバーセキュリティ分析官（1人）
      - サイバーセキュリティ運用専門官（1人）
      - 上席情報システム専門官・情報システム専門官
      - サイバーセキュリティ運用専門官
      - サイバーセキュリティ参与
      - 政策調査員

  - 内閣人事局
    - 内閣人事局長（内閣総理大臣が内閣官房副長官の中から指名する者をもつて充てる）
      - 人事政策統括官（3人。うち1人は併任）

  - 内閣感染症危機管理統括庁
    - 内閣感染症危機管理監（内閣総理大臣が内閣官房副長官の中から指名する者をもつて充てる）
    - 内閣感染症危機管理監補（内閣総理大臣が内閣官房副長官補の中から指名する者をもつて充てる）
    - 内閣感染症危機管理対策官（厚生労働省の医務技監をもつて充てる）

  - 内閣官房副長官補室
    - 内閣審議官
    - 内閣参事官
    - 内閣事務官
    - 内閣技官

  - 内閣官房参与
  - 各省大臣以外の国務大臣秘書官（各1人）

### 首相補佐官・秘書官
- 内閣総理大臣補佐官（5人以内）
- 内閣総理大臣秘書官（定数5人[17]、当分の間8人[18]）
- 内閣総理大臣秘書官補

### その他の組織
内閣官房副長官補のもとに32の組織が置かれている。

#### 内閣官房副長官補（内政・外交）付
- アイヌ総合政策室
- 郵政民営化推進室
- 沖縄連絡室
- 原子力発電所事故による経済被害対応室
- 国土強靭化推進室
- 拉致問題対策本部事務局[22]
2006年（平成18年）9月29日設置。内閣拉致問題対策本部の事務局で、北朝鮮による日本人拉致問題に関する庶務を担当する。
- 行政改革推進本部事務局
- 領土・主権対策企画調整室
- 健康・医療戦略室
- TPP（環太平洋パートナーシップ）等政府対策本部
- 水循環政策本部事務局
- 産業遺産の世界遺産登録推進室
- 観光立国推進室
- 特定複合観光施設区域整備推進室
- 地理空間情報活用推進室[23]
- ギャンブル等依存症対策推進本部事務局
- 就職氷河期世代支援推進室
- デジタル市場競争本部事務局
- 国際博覧会推進本部事務局
- 新しい資本主義実現本部事務局 
2021年（令和3年）10月15日設置[24]。
- デジタル田園都市国家構想実現会議事務局 
2021年（令和3年）11月設置[25]。
- 経済安全保障法制準備室
2021年（令和3年）11月19日設置。
- 令和５年経済対策物価高対応支援、令和４年物価・賃金・生活総合対策世帯給付金及び令和３年経済対策世帯給付金等事業企画室
- 教育未来創造会議担当室
- 全世代型社会保障構築本部事務局
- 船舶活用医療推進本部設立準備室
- ＧＸ実行推進室
- グローバル・スタートアップ・キャンパス構想推進室
- 海外ビジネス投資支援室
- 技能実習制度及び特定技能制度の在り方に関する検討室
- サイバー安全保障体制整備準備室
2023年（令和5年）1月31日設置。
- デジタル行財政改革会議事務局

#### 内閣官房副長官補（事態対処・危機管理）付
- 空港・港湾水際危機管理チーム
2003年（平成15年）12月設置。テロリストの入国対策として、国際空港及び港湾での出入国審査、輸出入物検査等の水際対策の関する情報連絡、機能強化を調整する。これは、国際空港及び港湾に関する業務が、警察庁、法務省（出入国在留管理庁）、財務省（税関）、国土交通省（港湾局、航空局）、海上保安庁にそれぞれ分担されており、横断的な取り組みが必要とされるためである。

### 過去に設置されていた組織
- 内閣審議室[注釈 3]
のち「内閣内政審議室」、「内閣外政審議室」に分離 → 内閣官房副長官補に統合
- 内閣参事官室　
廃止
- 内閣安全保障室
のち「内閣安全保障・危機管理室」に改称 → 内閣官房副長官補（事態対処・危機管理担当）に統合
- 情報セキュリティ対策推進室
2000年（平成12年）2月29日～2005年（平成17年）4月25日。のち機能を強化し、情報セキュリティセンターに改組 → 内閣サイバーセキュリティセンターに格上げ → 国家サイバー統括室に改組
- 行政改革推進事務局
2000年（平成12年）～2006年（平成18年）6月22日。内閣行政改革推進本部が設置されるとともに内閣官房行政改革推進本部事務局に移行した。
- 内閣官房郵政民営化準備室
2004年（平成16年）5月1日～2005年（平成17年）11月9日。郵政民営化推進室に移行した。
- 司法制度改革推進準備室
2001年（平成13年）7月1日～2004年（平成16年）11月30日。司法制度改革推進室に移行した。
- 大陸棚調査対策室
2003年（平成15年）12月8日～2007年（平成19年）7月19日。大陸棚調査に関する総合的政策の実施。海洋基本法の施行に伴い、総合海洋政策本部事務局に改組された。
- 総合海洋政策本部事務局設立準備室
2007年（平成19年）7月3日～7月19日。総合海洋政策本部事務局の設立準備を目的に設置され、大陸棚調査対策室と統合した。
- 都市再生本部事務局
2001年（平成13年）5月8日～2007年（平成19年）10月8日。内閣都市再生本部の庶務を担当。関連する組織と統合し、地域活性化統合事務局に移行した。
- 構造改革特区推進室
2002年（平成14年）12月18日～2007年（平成19年）10月8日。内閣構造改革特別区域推進本部の庶務を担当。関連する組織と統合し、地域活性化統合事務局に移行した。
- 地域再生推進室
2003年（平成15年）10月24日～2007年（平成19年）10月8日。内閣地域再生本部の庶務を担当。関連する組織と統合し、地域活性化統合事務局に移行した。
- 中心市街地活性化本部事務局
2006年（平成18年）8月22日～2007年（平成19年）10月8日。内閣中心市街地活性化本部の庶務を担当。関連する組織と統合し、地域活性化統合事務局に移行した。
- 「美しい国づくり」推進室
2007年（平成19年）3月23日～9月25日。内閣「美しい国づくり」企画会議の庶務を担当し、美しい国づくりの推進を図る。「美しい国」を唱えた安倍内閣の退陣に伴い廃止。
- 教育再生会議担当室
2006年（平成18年）10月10日～2008年（平成20年）1月31日。内閣教育再生会議の庶務を担当。新たに設置された教育再生懇談会担当室に移行。
- 行政支出総点検会議
2008年（平成20年）7月2日～2009年（平成21年）11月17日。不適切な行政の支出を徹底的に是正し、行政全般に対する国民の信頼回復を図ることが最重要の課題であることから、内閣官房長官の下に有識者の参集を求め、国民の目線で無駄の根絶に向けた指摘を行うために設置された。公益法人への補助金やその存在意義を再点検しつつ、さらには特別会計の内容を精査することを含んでいる。経済同友会、トヨタ自動車、キッコーマン、ニチレイ、住友商事、三井住友銀行などの各社が社員を派遣しており、官庁出向者と力を合わせ、行政の支出内容を総点検している。
- 司法制度改革推進室
2004年（平成16年）12月1日設置。内閣司法制度改革推進本部に関する庶務を担当し、司法制度改革の推進を図る。
- 再チャレンジ担当室
2006年（平成18年）3月29日～2010年（平成22年）1月17日。内閣再チャレンジ推進会議（「多様な機会のある社会」推進会議）の庶務を担当し、「再チャレンジ」可能な社会の実現を図る。
- 消費者行政一元化準備室
2008年（平成20年）2月8日設置。内閣消費者行政推進会議の庶務を担当し、消費者行政に関する統一的な組織の検討推進を図る。
- 教育再生懇談会担当室
2008年（平成20年）2月26日～2009年（平成21年）11月17日。教育再生懇談会の庶務を担当する。
2011年（平成23年）3月16日～2011年（平成23年）9月16日。
- イラク復興支援推進室
2003年（平成15年）8月1日設置。イラク戦争後の復興支援に関する総合調整等を担当する。また、内閣府にはイラク復興支援担当室が設置され、両室の職員は兼務している。
- 被災地復興に関する法案等準備室
- 震災ボランティア連携室
- 東日本大震災復興対策室
- 復興庁設置準備室
2011年（平成23年）8月25日設置。
- 情報通信技術（IT）担当室
2000年（平成12年）8月7日設置。情報通信技術に関する事務を担当する。内閣高度情報通信ネットワーク社会推進戦略本部の庶務も担当する。
- 行政改革推進室
2006年（平成18年）6月23日設置。特殊法人や公務員制度等の改革に関して、内閣官房行政改革推進本部事務局に協力する目的で設置。職員は行政改革推進本部事務局と兼務する。
- 地域活性化統合事務局
2007年（平成19年）10月9日～2015年（平成27年）1月。地域活性化統合本部の設置（都市再生本部、構造改革特別区域推進本部、地域再生本部及び中心市街地活性化本部の合同開催）を受けて、各本部の庶務を担当していた都市再生本部事務局、構造改革特区推進室、地域再生推進室、中心市街地活性化本部事務局を統合して設置された[27]。
- 遺棄化学兵器処理対策室
1997年（平成9年）10月1日設置。中国における遺棄化学兵器の廃棄に関する総合調整等を担当する。また、内閣府には実際の廃棄処理事業を実施する遺棄化学兵器処理担当室が設置されており、両室の職員は兼務している。
- 公文書管理検討室
2008年（平成20年）2月29日設置。公文書の管理体制や国立公文書館の拡充等の検討を担当する。
- 情報公開法改正準備室
- 医療イノベーション推進室
- 社会的包摂推進室
- 東京電力福島原子力発電所における事故調査・検証委員会事務局
- 放射性物質汚染対策室
2011年（平成23年）8月25日設置。
- PFI法改正法案等準備室
- 社会保障・税一体改革情報発信推進室
- 行政改革実行本部
- 宇宙開発戦略本部事務局
2008年（平成20年）8月27日設置。宇宙開発戦略本部の事務を担当していたが、2016年（平成28年）4月1日に内閣府の宇宙開発戦略推進事務局にその機能が引き継がれ廃止された。
- 知的財産戦略推進事務局
2003年 (平成15年) 4月1日設置。知的財産戦略本部の事務局であったが[28]、2016年 (平成28年) 4月1日、内閣府に移管された。
- 内閣官房情報通信技術総合戦略室
IT担当室と政府CIO室を統合して2013年6月4日設置。デジタル庁の設置に伴い2021年8月31日に廃止された。
- 新型コロナウイルス等感染症対策推進室 
2021年（令和3年）11月、「新型コロナウイルス感染症対策推進室」「新型インフルエンザ等対策室」「国際感染症対策調整室」を統合し設置[25]。内閣感染症危機管理統括庁の設置に伴い2023年8月31日に廃止された[29]。
- 孤独・孤立対策担当室
2021年（令和3年）2月19日設置[30]。2024年（令和6年）3月31日に内閣府の孤独・孤立対策推進室に引き継がれ廃止された。

## 所管法人
内閣官房が主管する独立行政法人、特殊法人及び特別の法律により設立される民間法人（特別民間法人）は存在しない。

## 財政
2024年度（令和6年度）一般会計当初予算における内閣官房所管の歳出予算は、1016億1014万7千円である。
国会、裁判所、会計検査院、内閣、内閣府、復興庁、総務省、法務省、外務省、財務省、文部科学省、厚生労働省、農林水産省、経済産業省、国土交通省、環境省及び防衛省所管の東日本大震災復興特別会計を内閣として共管する。

## 職員
一般職の在職者数は2023年7月1日現在、内閣官房全体で1,169人（男性950人、女性219人）である。
行政機関定員令に定められた内閣官房の定員は、内閣法制局と合わせて、内閣の機関として定められており、特別職17人を含めて1,558人である。
2024年度一般会計予算における予算定員は特別職38人、一般職1,460人の計1,498人である。
内閣官房の一般職の職員は非現業の国家公務員なので、労働基本権のうち争議権と団体協約締結権は国家公務員法により認められていない。団結権は認められており、職員は労働組合として国家公務員法の規定する「職員団体」を結成し、若しくは結成せず、又はこれに加入し、若しくは加入しないことができる（国家公務員法第108条の2第3項）。
2024年3月31日現在、人事院に登録された職員団体の数について資料に内閣官房の項はない。